# Награда „Горан Петровић”
Награда „Горан Петровић” је књижевна награда установљена је 2024. године и додељује се за најбољи необјављени рукопис кратких прича младих аутора до 35 година. Награда се додељује у Краљеву, родном месту Горана Петровића, великана српске књижевности и академика.

## О награди
Књижевна награда „Горан Петровић“ установљена је у част прерано преминулог великана српске књижевности. Њен институционални носилац је Народна библиотека „Стефан Првовенчани“ у Краљеву, где је Горан Петровић дуго година радио, првенствено као главни и одговорни уредник издавачке куће „Повеља“. Награда има велики значај за културни идентитет Краљева и саму библиотеку.
Петочлани жири за доделу награде чине академик и универзитетски професор др Зоран Пауновић, др Јана Алексић са Института за књижевност и уметност, др Александар Јерков (председник жирија), мр Ана Гвозденовић и писац Дејан Алексић.
Награда се састоји од плакете, новчаног износа, графике Вељка Михаиловића и објављивања рукописа. Свечаност уручења награде приређује се у Народна библиотека „Стефан Првовенчани“ у Краљеву.

## Добитници
- за 2024 — Јована Николић, за збирку кратких прича Градови и хармонике[2]